# Курортное (Белогорский район)
Куро́ртное (до 1948 года Фридента́ль; укр. Курортне, крымскотат. Han Toquz, Хан Токъуз) — село в Белогорском районе Республики Крым, входит в состав Ароматненского сельского поселения (согласно административно-территориальному делению Украины — Ароматновского сельского совета Автономной Республики Крым).

## Население
| 2001 | 2014 |
| ---- | ---- |
| 425  | ↗431 |

Всеукраинская перепись 2001 года показала следующее распределение по носителям языка
| Язык             | Процент |
| ---------------- | ------- |
| русский          | 57.18   |
| крымскотатарский | 26.35   |
| украинский       | 15.29   |
| другие           | 1.18    |

### Динамика численности
| - 1816 год — 143 чел. - 1825 год — 205 чел. - 1833 год — 232 чел. - 1858 год — 536 чел. - 1864 год — 418 чел. - 1886 год — 802 чел. - 1889 год — 169 чел. - 1892 год — 752 чел. - 1902 год — 732 чел. - 1904 год — 273 чел. | - 1911 год — 260 чел. - 1915 год — 234/43 чел. - 1918 год — 319 чел. - 1926 год — 369 чел. - 1939 год — 412 чел. - 1989 год — 362 чел. - 2001 год — 425 чел. - 2009 год — 428 чел. - 2014 год — 431 чел. |

## Современное состояние
На 2017 год в Курортном числится 3 улицы — Лесная, Никитиной и Степная; на 2009 год, по данным сельсовета, село занимало площадь 85 гектаров на которой, в 188 дворах, проживало 428 человек. В селе действуют сельский клуб, фельдшерско-акушерский пункт, отделение Почты России. Курортное связано автобусным сообщением с Симферополем и соседними населёнными пунктами.

## География
Курортное, горное село, находится на западе района, в 7,5 км к югу от шоссе Симферополь — Феодосия. Расположено в пределах Внутренней гряды Крымских гор, у истока ручья Монтанай. Высота центра села над уровнем моря — 433 м. Ближайшие сёла: Красногорское — менее 1 км западнее и Межгорье — 4,5 км на восток горными просёлками. Расстояние до райцентра — около 27 километров (по шоссе), до ближайшей железнодорожной станции Симферополь примерно 36 километров. Транспортное сообщение осуществляется по региональной автодороге 35Н-125 Ударное — Красногорское (по украинской классификации — С-0-10349).

## История
В последний период Крымского ханства в Зуинский кадылык Карасубазарского каймаканства входила деревня Бей Эли (Бий-Эли), видимо, покинутая жителями, эмигрировавшими в Турцию после присоединения Крыма к России 8 февраля 1784 года. В дальнейшем село пустовало, не попав в Ведомость о всех селениях, в Симферопольском уезде состоящих… 1805 года, а в 1806 году в неё заселили 29 семей немцев, выходцев из Вюртемберга и Швейцарии, которым правительство выделило 729 десятин земли. Жители новой колонии получившей название Фриденталь, которых к 1816 году было 143 человека, существовавшей в рамках немецкого колонистского округа, занимались, в основном, виноградарством и виноделием. В 1833 году в селе была построена школа. Шарль Монтандон в своём «Путеводителе путешественника по Крыму, украшенный картами, планами, видами и виньетами…» 1833 года так описал селение 
Фриденталь… расположен посреди красивой равнины, смыкающейся с долиной, где видны рощи и одиночные деревья, что создает вид прелестнейшего парка.
В селе 232 жителя, здесь есть реформатская церковь, школа и склад для зерна. Виноградники пока незначительны.
 На карте 1836 года в деревне 28 дворов, как и на карте 1842 года, в 1859 году в колонии — 42 двора.
В 1860-х годах, после земской реформы Александра II, деревню приписали к Зуйской волости. В «Списке населённых мест Таврической губернии по сведениям 1864 года», составленном по результатам VIII ревизии 1864 года, Фриденталь (или Кантакузова) — владельческая деревня немецких колонистов с 28 дворами, 418 жителями и лютеранской церковью при ручье безименном (на трёхверстовой карте Шуберта 1865—1876 года в немецкой колонии Фриденталь обозначено 28 дворов). В 1871 году, в свете «Правил об устройстве поселян-собственников, бывших колонистов», утверждённых Александром II, Фриденталь включили в состав Нейзацкой немецкой волости. На 1886 год в немецкой колонии Фриденталь (она же Контакузия) при урочище Монтанай, согласно справочнику «Волости и важнѣйшія селенія Европейской Россіи», проживало 802 человека в 37 домохозяйствах, действовали лютеранская церковь, школа и лавка. В «Памятной книге Таврической губернии 1889 года», по результатам Х ревизии 1887 года, записан Фриденталь с 32 дворами и 169 жителями.
После земской реформы 1890-х годов Нейзацкая волость была упразднена и село вновь приписали к Зуйской. На верстовой карте 1890 года в деревне обозначено 27 дворов с немецким населением. Согласно «…Памятной книжке Таврической губернии на 1892 год», в деревне Фриденталь, составлявшей Фридентальское сельское общество, было 752 жителя в 38 домохозяйствах, на 737 десятинах собственной земли. В 1899 году в селении действовал кирпично-черепичный завод, принадлежавший обществу поселян. По «…Памятной книжке Таврической губернии на 1902 год» уже в селе Фриденталь, составлявшем Фридентальское сельское общество, числилось 732 жителя в 36 домохозяйствах. По Статистическому справочнику Таврической губернии. Ч.II-я. Статистический очерк, выпуск шестой Симферопольский уезд, 1915 год, в деревне Кантакузы (Фриденталь) Зуйской волости Симферопольского уезда числилось 42 двора с немецким населением в количестве 234 человек приписных жителей и 43 — «посторонних», из которых 122 мужчины и 155 женщин. Жители владели 796 десятинами удобной земли. В хозяйствах имелось 134 лошадей, 30 волов, 137 коров и 165 голов мелкого скота. Согласно списку 1915 года «…русских подданных из австрийских, венгерских или германских выходцев» землевладельцев, опубликованном в газете «Таврические губернские ведомости» в апреле 1915 года, значатся купившие участки земли при деревне Фриденталь: Бауэр Август Филиппов — 1900 квадратных саженей, Бек Генрих Фридрихов — 27 десятин 2125 квадратных саженей, Вейс Христиан Петрович — 13 десятин 2202 кв. саж., Герман Мартын Адамов и Гаар Фридрих Андреасов — по 27 десятин 2125 кв. саж., Фраш Адольф Якубов — 350 кв. саж. и Штерле Готлиб Христианов — 1660 кв. саж..
После установления в Крыму Советской власти, по постановлению Крымревкома от 8 января 1921 года была упразднена волостная система и село включили в состав вновь созданного Подгородне-Петровского района Симферопольского уезда, а в 1922 году уезды получили название округов. 11 октября 1923 года, согласно постановлению ВЦИК, в административное деление Крымской АССР были внесены изменения, в результате которых был ликвидирован Подгородне-Петровский район и образован Симферопольский и село включили в его состав. Согласно Списку населённых пунктов Крымской АССР по Всесоюзной переписи 17 декабря 1926 года, в селе Фриденталь (Кантакузы), Нейзацкого сельсовета Симферопольского района, числился 81 двор, из них 75 крестьянских, население составляло 369 человек, из них 320 немцев, 36 русских, 6 татар, 1 украинец, 1 грек, 1 армянин, 1 болгарин, 3 записаны в графе «прочие», действовала немецкая школа. Постановлением Всероссийского центрального исполнительного комитета от 10 июня 1937 года был создан Зуйский район в который вошло село. По данным всесоюзной переписи населения 1939 года в селе проживало 412 человек.

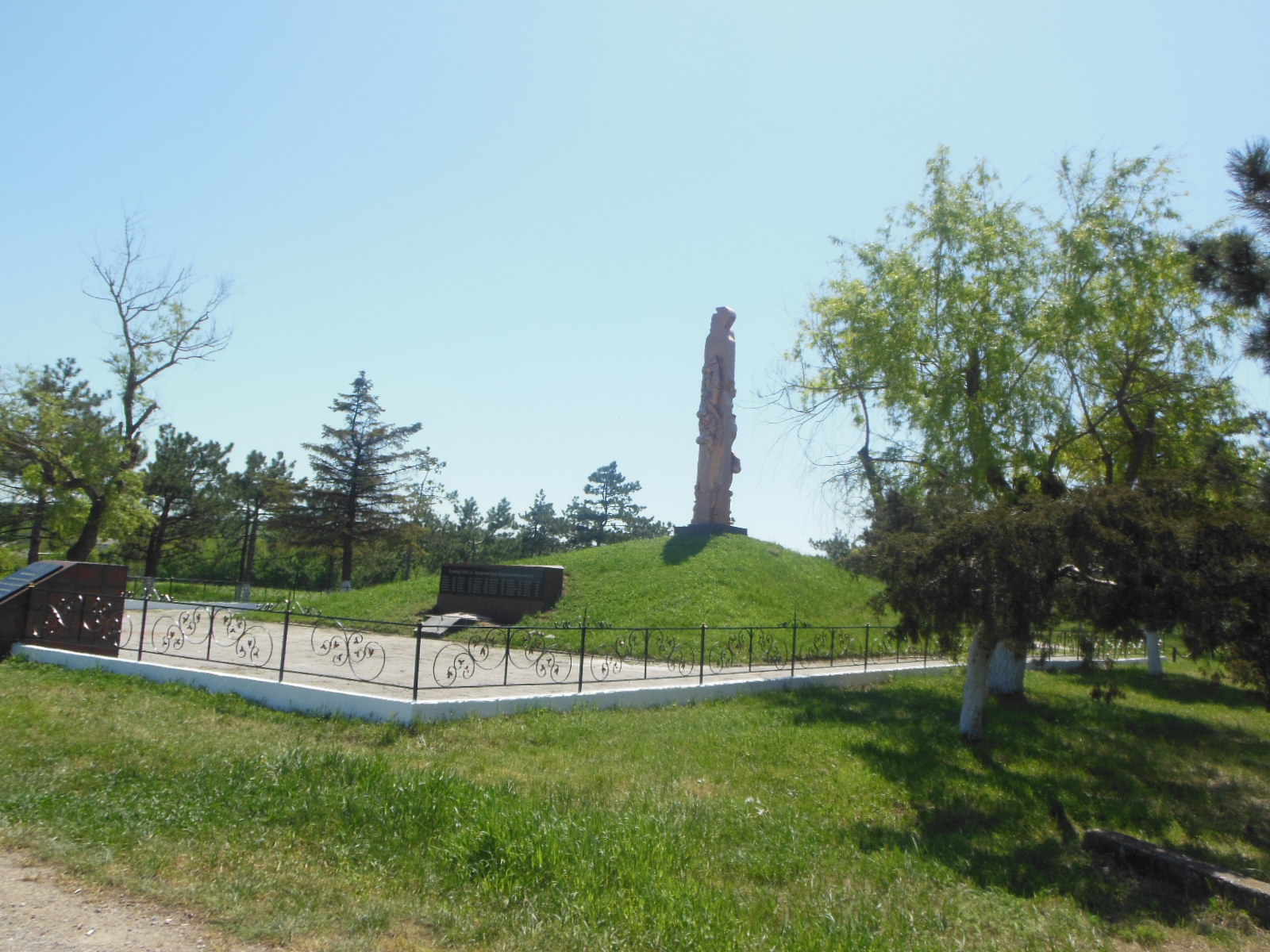
Мемориал в память жителей Фриденталя, сожжёных карателями 2 ноября 1943

Вскоре после начала Великой Отечественной войны, 18 августа 1941 года крымские немцы были выселены, сначала в Ставропольский край, а затем в Сибирь и северный Казахстан. В период оккупации Крыма, 13 и 14 декабря 1943 года, в ходе операций «7-го отдела главнокомандования» 17 армии вермахта против партизанских формирований, была проведена операция по заготовке продуктов с массированным применением военной силы, в результате которой село Фриденталь было сожжено и все жители вывезены в Дулаг 241.
В 1944 году, после освобождения Крыма от фашистов, 12 августа 1944 года было принято постановление № ГОКО-6372с «О переселении колхозников в районы Крыма», по которому в район из Курской и Тамбовской областей РСФСР в район переселялись 8100 семей колхозников. С 25 июня 1946 года Фриденталь в составе Крымской области РСФСР. Указом Президиума Верховного Совета РСФСР от 18 мая 1948 года, Фриденталь переименовали в Курортное. 26 апреля 1954 года Крымская область была передана из состава РСФСР в состав УССР, в том же году образован Ароматновский сельсовет, в который вошло село. После ликвидации в 1959 году Зуйского района, село включили в состав Белогорского. По данным переписи 1989 года в селе проживало 362 человека. С 12 февраля 1991 года село в восстановленной Крымской АССР, 26 февраля 1992 года переименованной в Автономную Республику Крым. С 21 марта 2014 года в составе Крыма аннексировано Россией.